# Do You Remember (Long Tall Ernie and the Shakers)
Do you remember is de grootste hit voor de Arnhemse band Long Tall Ernie and the Shakers. Het nummer is een medley van bekende rock-'n-roll nummers: Lucille, Bird dog, Runaway, Bread and butter, That's all right, Rip it up en Jenny Jenny. De rest van het nummer is geschreven door zanger Arnie Treffers en multi-instrumentalist Tony Britnell. Ook hun tekst refereert aan oude nummers. Zo benoemen ze Peggy Sue, Hello Mary Lou, Buona sera, Rock around the clock, Heartbreak hotel, Rubber ball, Whole Lotta Shakin' Goin' On en Diana.

## Achtergrond
Het idee voor een medley kwam van producer Jaap Eggermont. Het leek hem een passende manier om het 5-jarig bestaan van de band te vieren. Aan de Hitkrant vertelde Treffers: "We stonden in het begin wat huiverig tegenover het idee om zo’n kollage [sic] te maken. [..] Het uitzoeken van de nummers heeft erg veel tijd gevergd. Eerst hebben we oude hitlijsten doorgebladerd. Daarna mocht iedereen zijn favoriete nummer opgeven. Kwa [sic] ritme moest het passen, het moest authentiek klinken en toch nog het geluid van nu hebben." De keuze van Treffers viel op zijn favoriete groep The Everly Brothers. De medley paste goed in de heersende popmode, met eerdere medleys hoog in de hitlijsten, zoals The best disco in town van de Ritchie Family, What kind of dance is this van Veronica Unlimited en het nummer dat vóór Do you remember op nummer 1 stond, I remember Elvis Presley van Danny Mirror.
Vanaf 8 oktober 1977 stond Do you remember 4 weken op nummer 1 in de Nederlandse Top 40 en in de Nationale Hitparade. Vanaf 22 oktober 1977 stond het nummer ook 4 weken op nummer 1 in de Vlaamse Ultratop 50. In andere West-Europese landen scoorde het nummer ook, bv in Duitsland, waar het de 20e plek behaalde.
In de Top 100-jaarlijst van de Nationale Hitparade van 1977 stond de single op nr.1
Do you remember kwam als openingstrack op het tweede album van Long Tall Ernie and the Shakers, Do you remember. De andere tracks waren de voorgaande singles van de band, waarmee het album gezien kan worden als verzamelalbum.
Het succes van Do you remember was zo groot, dat de band besloot in 1978 een tweede medley uit te brengen als volgende single: Golden years of rock 'n' roll. Toen producer Eggermont een paar jaar later begon aan zijn project Stars on 45, had hij dus al ervaring met medleys.

## Trivia
Op het label van de Nederlandse en de Franse persing van de single staat de titel van het nummer incorrect als Remember.

## Hitnoteringen

### Nederlandse Top 40
| Hitnotering: 10-09-1977 t/m 10-12-1977 | Hitnotering: 10-09-1977 t/m 10-12-1977 | Hitnotering: 10-09-1977 t/m 10-12-1977 | Hitnotering: 10-09-1977 t/m 10-12-1977 | Hitnotering: 10-09-1977 t/m 10-12-1977 | Hitnotering: 10-09-1977 t/m 10-12-1977 | Hitnotering: 10-09-1977 t/m 10-12-1977 | Hitnotering: 10-09-1977 t/m 10-12-1977 | Hitnotering: 10-09-1977 t/m 10-12-1977 | Hitnotering: 10-09-1977 t/m 10-12-1977 | Hitnotering: 10-09-1977 t/m 10-12-1977 | Hitnotering: 10-09-1977 t/m 10-12-1977 | Hitnotering: 10-09-1977 t/m 10-12-1977 | Hitnotering: 10-09-1977 t/m 10-12-1977 | Hitnotering: 10-09-1977 t/m 10-12-1977 | Hitnotering: 10-09-1977 t/m 10-12-1977 |
| Week                                   | 1                                      | 2                                      | 3                                      | 4                                      | 5                                      | 6                                      | 7                                      | 8                                      | 9                                      | 10                                     | 11                                     | 12                                     | 13                                     | 14                                     |                                        |
| -------------------------------------- | -------------------------------------- | -------------------------------------- | -------------------------------------- | -------------------------------------- | -------------------------------------- | -------------------------------------- | -------------------------------------- | -------------------------------------- | -------------------------------------- | -------------------------------------- | -------------------------------------- | -------------------------------------- | -------------------------------------- | -------------------------------------- | -------------------------------------- |
| Nummer                                 | 21                                     | 6                                      | 4                                      | 3                                      | 1                                      | 1                                      | 1                                      | 1                                      | 2                                      | 7                                      | 11                                     | 21                                     | 34                                     | 37                                     | uit                                    |

### Nationale Hitparade
| Hitnotering: 10-09-1977 t/m 17-12-1977 | Hitnotering: 10-09-1977 t/m 17-12-1977 | Hitnotering: 10-09-1977 t/m 17-12-1977 | Hitnotering: 10-09-1977 t/m 17-12-1977 | Hitnotering: 10-09-1977 t/m 17-12-1977 | Hitnotering: 10-09-1977 t/m 17-12-1977 | Hitnotering: 10-09-1977 t/m 17-12-1977 | Hitnotering: 10-09-1977 t/m 17-12-1977 | Hitnotering: 10-09-1977 t/m 17-12-1977 | Hitnotering: 10-09-1977 t/m 17-12-1977 | Hitnotering: 10-09-1977 t/m 17-12-1977 | Hitnotering: 10-09-1977 t/m 17-12-1977 | Hitnotering: 10-09-1977 t/m 17-12-1977 | Hitnotering: 10-09-1977 t/m 17-12-1977 | Hitnotering: 10-09-1977 t/m 17-12-1977 | Hitnotering: 10-09-1977 t/m 17-12-1977 | Hitnotering: 10-09-1977 t/m 17-12-1977 |
| Week                                   | 1                                      | 2                                      | 3                                      | 4                                      | 5                                      | 6                                      | 7                                      | 8                                      | 9                                      | 10                                     | 11                                     | 12                                     | 13                                     | 14                                     | 15                                     |                                        |
| -------------------------------------- | -------------------------------------- | -------------------------------------- | -------------------------------------- | -------------------------------------- | -------------------------------------- | -------------------------------------- | -------------------------------------- | -------------------------------------- | -------------------------------------- | -------------------------------------- | -------------------------------------- | -------------------------------------- | -------------------------------------- | -------------------------------------- | -------------------------------------- | -------------------------------------- |
| Nummer                                 | 23                                     | 11                                     | 5                                      | 2                                      | 1                                      | 1                                      | 1                                      | 1                                      | 2                                      | 5                                      | 9                                      | 10                                     | 15                                     | 19                                     | 26                                     | uit                                    |

### NPO Radio 2 Top 2000
| Nummer met noteringen in de NPO Radio 2 Top 2000 | '99 | '00 | '01  |
| ------------------------------------------------ | --- | --- | ---- |
| Do You Remember                                  | 952 | 951 | 1762 |

1. ↑  Een vetgedrukt getal geeft de hoogste notering aan.
2. ↑  Deze tabel is bijgewerkt tot en met de laatste editie (2024).